# Edward Janiuk
Edward Janiuk (ur. 7 sierpnia 1910 w Piaskach, zm. 7 grudnia 1992) – polski działacz państwowy, nauczyciel, harcerz, więzień obozów koncentracyjnych i członek ruchu oporu podczas II wojny światowej. Przewodniczący Prezydium Miejskiej Rady Narodowej w Lublinie (1958–1961).

## Życiorys
Syn Józefa i Janiny z Gorajskich, miał dwóch braci i trzy siostry. Jego ojciec zaginął podczas wojny polsko-bolszewickiej. Ukończył szkołę powszechną w Piaskach i w 1930 seminarium nauczycielskie w Lublinie, następnie podjął pracę w tym zawodzie w Biłgoraju. Działał w Związku Nauczycielstwa Polskiego i Związku Harcerstwa Polskiego w randze podharcmistrza, od 1932 do 1940 kierował męskim hufcem ZHP w Biłgoraju. Po wybuchu II wojny światowej aktywny w Szarych Szeregach, na przełomie listopada i grudnia 1939 pod pseudonimem „Edek” podjął działalność w Służbie Zwycięstwu Polski (potem Związku Walki Zbrojnej). Został oficerem ds. młodzieży w ramach Komendy Obwodu Biłgoraj ZWZ. W czerwcu 1940 aresztowany w ramach Akcji AB, osadzony początkowo w Rotundzie Zamojskiej i Zamku Lubelskim. Od maja 1941 więziony kolejno w obozach koncentracyjnych w Dachau, Oranienburgu i Sachsenhausen. Podczas pobytu w obozach zorganizował konspiracyjny chór i odczyty patriotyczne.
W 1945 powrócił do Polski, początkowo do Biłgoraja, następnie do Hrubieszowa. Podjął pracę jako inspektor szkolny, zajmując się organizowaniem szkół w regionie. Od 1950 do 1952 kierował wydziałem oświaty w ramach administracji województwa koszalińskiego, a od 1953 do 1957 Wydziałem Rent i Pomocy Społecznej przy Wojewódzkiej Radzie Narodowej w Lublinie. Od 1958 do 1961 pełnił funkcję przewodniczącego Prezydium Miejskiej Rady Narodowej w Lublinie. Następnie powrócił do pracy w WRN jako szef Wydziału Zatrudnienia, został też wiceprezesem Towarzystwa Opieki nad Majdankiem i członkiem zarządu Towarzystwa Przyjaciół UMCS. W Lublinie ukończył także studia magisterskie z prawa.
Pod koniec lat 30. poślubił Irenę z domu Radej, także nauczycielkę. Mieli dwie córki i trzech synów. Został pochowany na cmentarzu przy ul. Lipowej w Lublinie (w ramach części wojskowo-komunalnej przy ul. Białej).

## Odznaczenia
W 1954 odznaczony Medalem 10-lecia Polski Ludowej.